# 大阪市中央卸売市場
大阪市中央卸売市場（おおさかしちゅうおうおろしうりしじょう）は、大阪市内にある大阪市立の中央卸売市場。
本場、東部市場、南港市場の3市場が開設されている。地方公営企業法は本場と東部市場のみに適用されており、南港市場には適用されていない。

## 市場

### 本場
- 取扱品目：青果（野菜、果実）、水産物、加工食料品（つけ物、みそ、乾物、魚肉入加工品など）※それぞれ、加工品、冷凍品も含む
- 所在地：大阪府大阪市福島区野田1丁目1番86号
- 青果荷受企業 - 大果大阪青果㈱および、大阪中央青果㈱の2社が卸売りの委託を請けている。
- 水産物荷受企業 - （株）うおいちおよび（株）大水 の2社が卸売りの委託を請けている。

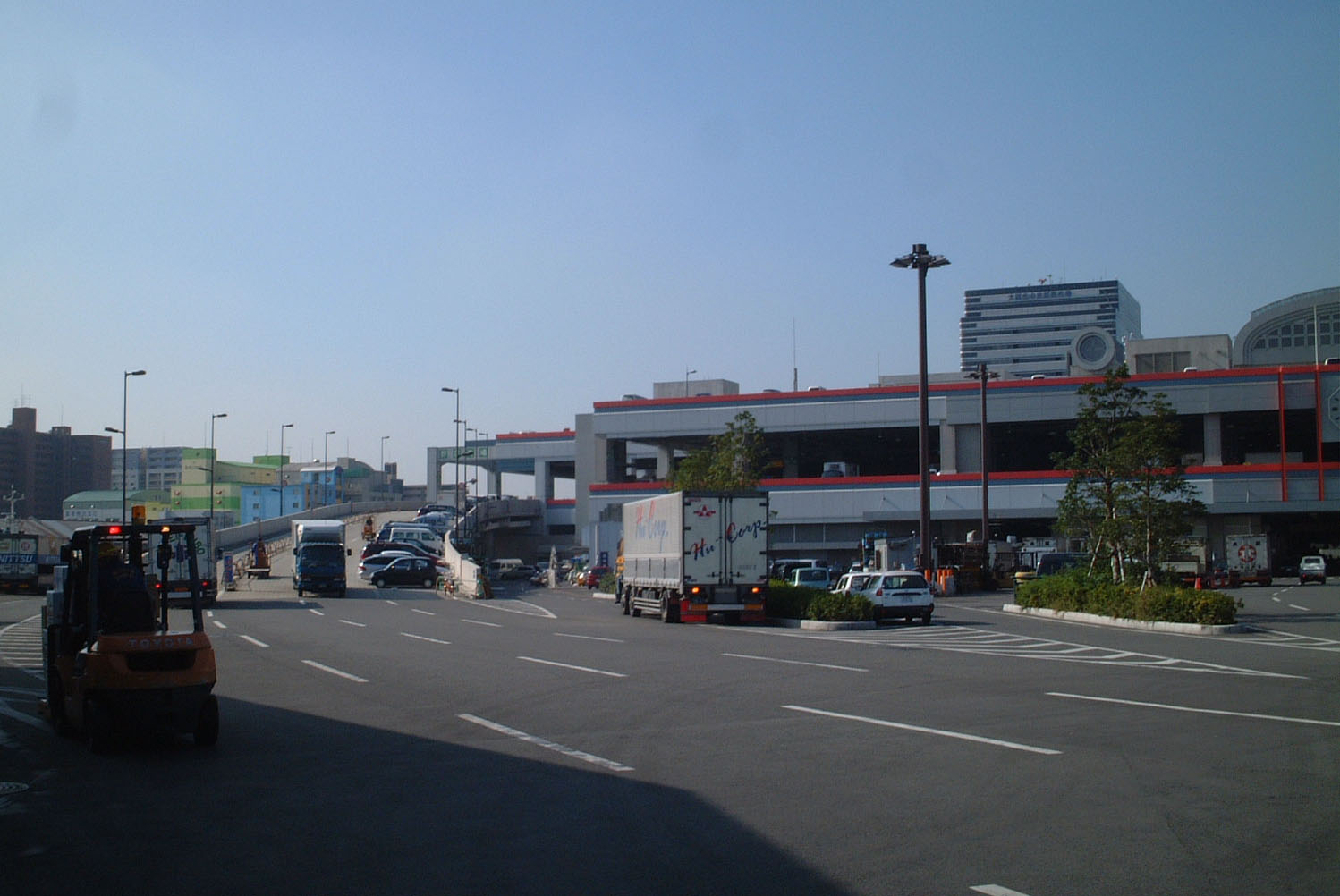
外観
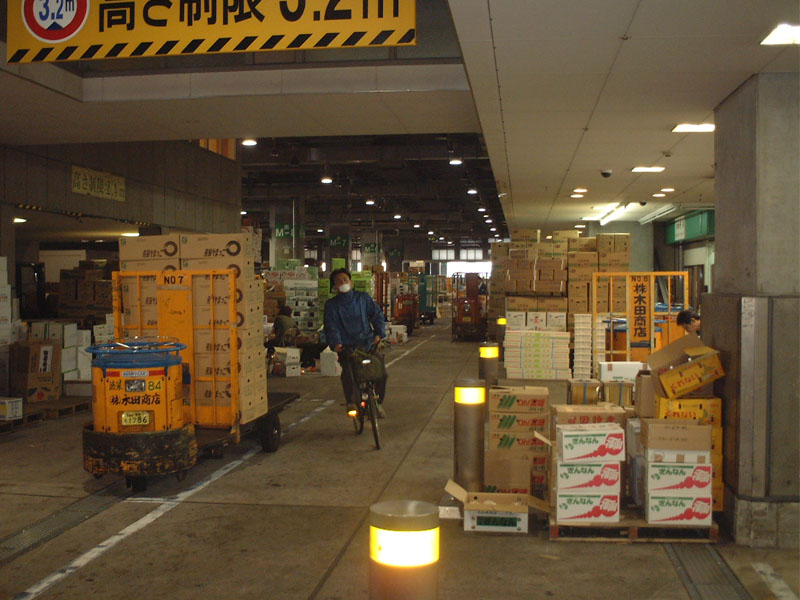
内部

### 東部市場
- 取扱品目：青果（野菜、果実）、水産物、加工食料品（つけ物、みそ、乾物、魚肉入加工品など）※それぞれ、加工品、冷凍品も含む
- 所在地：大阪府大阪市東住吉区今林1丁目2番68号

### 南港市場
- 取扱品目：肉類（鶏肉を除く）とその加工品
- 所在地：大阪府大阪市住之江区南港南5丁目2番48号

## その他
- 大阪府中央卸売市場（大阪府が設置。茨木市宮島にある。通称「北部市場」）